# Ottati
Ottati község (comune) Olaszország Campania régiójában, Salerno megyében.

## Fekvése
A megye központi részén fekszik. Határai: Aquara, Bellosguardo, Castelcivita, Petina, Sant’Angelo a Fasanella és Sicignano degli Alburni.

## Története
Első említése 1195-ből származik. A következő századokban nemesi birtok volt. A 19. században nyerte el önállóságát, amikor a Nápolyi Királyságban felszámolták a feudalizmust.

## Népessége
A népesség számának alakulása:

## Főbb látnivalói
- San Biagio-templom
- SS. Annunziata-templom